# Amka
Amka (egyptiska ˁmk3) var namnet på en hög tjänsteman som tjänade under tre faraoner. Han är den första tjänstemannen från fördynastisk tid vars karriär kan spåras nästan helt. Hans karriär började under Djers styre och fortsatte under Wadj och slutade när Den fortfarande var ung. Sigillavtryck har hittats i gravarna från Djer, Wadj och drottning Merneith. De olika titlarna på Amka från dessa fynd visar hur han steg i rang under dessa administrationer. Redan under Djer förvaltade han domänen Hor-sekhenti-dju och bar titlarna "Nebi" och "Heri-nekhenu".
Hans karriär nådde sin höjdpunkt under farao Dens tidiga år då drottning Merneith troligen regerade eftersom Den fortfarande bara var ett barn. Han uppbar nu titeln sekhenu-akh (präst över de döda) och var även en administratör av någon sort.
Han avslutade sin karriär som distriktsadministratör i västra nildeltat, troligen i närheten av Kom el-Hisn.